# Naveta

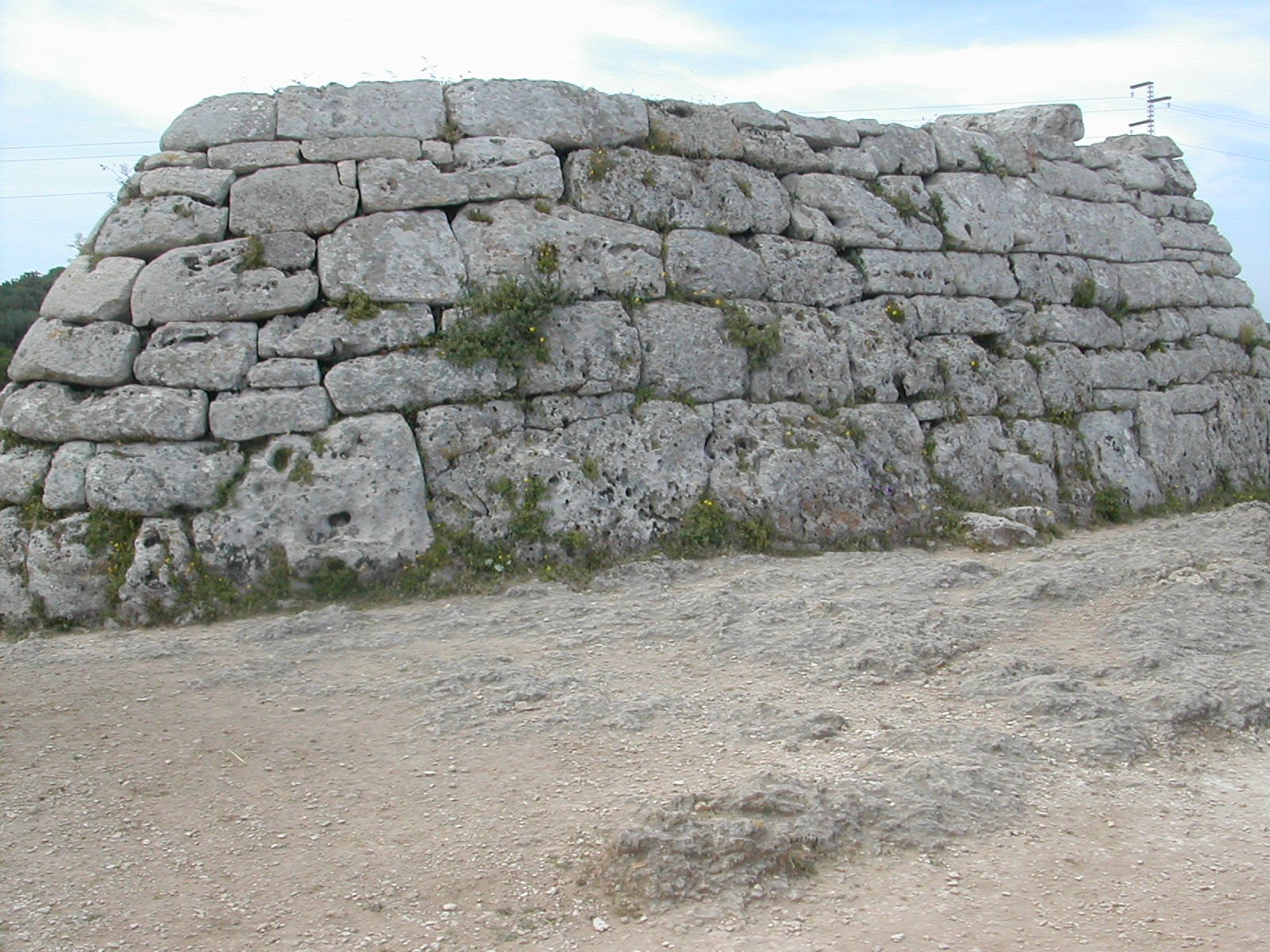
Naveta d'Es Tudons zlokalizowana na zachodniej Majorce

Naveta – forma grobowca megalitowego, pochodząca z epoki brązu. To, obok tauli, forma architektoniczna charakterystyczna dla Minorki. Budowla ma dwie wyraźnie dłuższe i dwie krótsze ściany, ma wysokość ok. dwóch pięter i kształt łodzi obróconej do góry dnem. Wykonywano ja techniką muru cyklopowego.
Największy odkryty przykład to Naveta d'Es Tudons, która mierzy 4 m wysokości, 14 m długości i  6,4 m szerokości.